# 齊昂銀行體育場
齊昂銀行體育場是一座位於美國猶他州赫里曼的足球專用體育場，可容納5000人。本體育場是MLS Next Pro皇家君主和美國職業橄欖球大聯盟猶他勇士的主場。本體育場是價值7800萬美元的齊昂銀行皇家學院的一部分，該學院包括皇家鹽湖城的學院和培訓設施。它原定於2018年3月31日啟用，但因為施工延誤而推遲到4月。2017年5月，皇家鹽湖城和齊昂銀行宣布了一項贊助協議，將授予該銀行對該體育場的冠名權。